# Partia Sam Rainsy
Partia Sam Rainsy, PSR (kh. Pak Sam Rainsy lub Kanakpak Sam Raeangsee) – liberalne ugrupowanie polityczne w Kambodży. Liderem partii jest Sam Rainsy.
Ugrupowanie zostało założone w 1995 roku pod nazwą Khmerska Partia Narodowa. W 1998 roku zmieniono nazwę na obecną. PSR weszła do parlamentu w wyborach w latach 1998, 2003 i 2008 roku. Za każdym razem jest partią opozycyjną.